# Золотурнский франк
Золотурнский франк (нем. Franken) — денежная единица швейцарского кантона Золотурн в 1805—1850 годах. Франк = 40 крейцеров = 100 раппенов.

## История
Чеканка монет кантона в батценах начата в 1805 году, на монетах в 1 батцен всех выпусков номинал обозначался также в раппенах. В 1812 году начата чеканка монет во франках. В 1813 году были выпущены монеты в раппенах и в крейцерах, а в 1830-м — монеты с двойным номиналом — в раппенах и крейцерах, в том же году чеканка монет кантона была прекращена.
Конституция Швейцарии, принятая в 1848 году, устанавливала исключительное право федерального правительства на чеканку монеты. 7 мая 1850 года был принят федеральный закон о чеканке монет, в том же году начата чеканка швейцарских монет.
Банки кантона в 1805—1857 годах не выпускали банкноты. В 1858 году начал выпуск банкнот основанный в 1857-м Solothurnische Bank. В 1886 году банк был переименован в Solothurner Kantonalbank и выпустил банкноты с новым названием банка. Выпуск банкнот кантона прекращён в 1910 году.

## Монеты и банкноты
Чеканились монеты:
- биллонные: 1 раппен, 1 крейцер, 21⁄2 раппена — 1 крейцер, 1 батцен — 10 раппенов;
- серебряные: 21⁄2, 5 батценов, 1, 4 франка;
- золотые: 8, 16, 32 франка[3].